# 담양군·장성군 (1963년 선거구)
담양군·장성군은 대한민국의 옛 국회의원 선거구이다. 당시 전라남도 담양군, 장성군 지역을 관할했다.

## 역사
제6대 국회의원 선거를 앞두고 담양군 선거구와 장성군 선거구가 통합되면서 신설되었다.
제9대 국회의원 선거를 앞두고 담양군은 화순군·곡성군 선거구에 편입되어 담양군·곡성군·화순군 선거구를 이루고 장성군은 영광군 선거구, 함평군 선거구와 함께 영광군·함평군·장성군 선거구를 이루게 됨에 따라 폐지되었다.

## 역대 국회의원
| 선거   | 정당 | 정당       | 의원   |
| ------ | ---- | ---------- | ------ |
| 1963년 |      | 민주공화당 | 박승규 |
| 1967년 |      | 민주공화당 | 고재필 |
| 1971년 |      | 민주공화당 | 고재필 |

## 역대 선거 결과

### 대한민국 제6대 국회의원 선거
|  | 51.51% |

|  | 22.40% |

|  | 12.59% |

|  | 5.13% |

|  | 4.47% |

|  | 3.88% |

### 대한민국 제7대 국회의원 선거
|  | 46.35% |

|  | 26.24% |

|  | 12.98% |

|  | 9.55% |

|  | 2.32% |

|  | 1.67% |

|  | 0.85% |

|  | 0% |

### 대한민국 제8대 국회의원 선거
|  | 52.54% |

|  | 46.85% |

|  | 0.60% |

## 같이 보기
- 담양군의 국회의원
- 장성군의 국회의원